# Heinz Schneider (Mediziner)

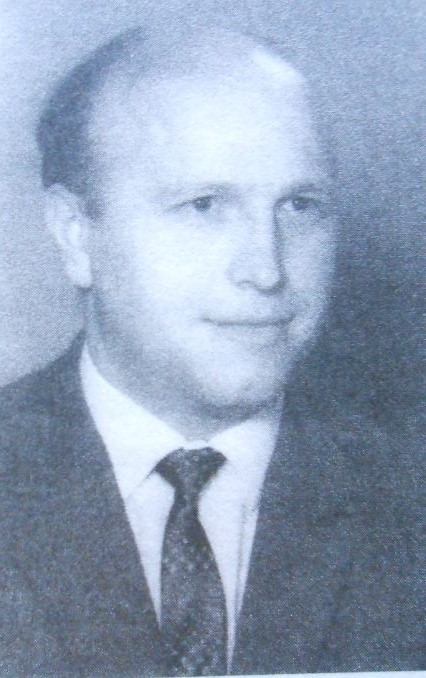
Heinz Schneider, 1967

Heinrich „Heinz“ Schneider (* 7. Januar 1934 in Schlackenwerth, Tschechoslowakei; † 13. August 2022 in Prenzlau) war ein deutscher Diabetologe und Medizinhistoriker.

## Werdegang
Heinrich Schneider, Rufname Heinz, war das zweite Kind von Anna Schneider, geb. Glaser, und Rudolf Schneider. Die Eltern entstammten dem Arbeiter- bzw. dem bäuerlichen Milieu. Ein älterer Bruder Rudi (geb. 1928) und eine jüngere Schwester Gerti (geb. 1940) wuchsen mit ihm in finanziell ärmlichen Verhältnissen, aber unter dem Eindruck politisch agierender Eltern auf. Beide Eltern waren organisierte Kommunisten, die während des Nationalsozialismus im Untergrund Fluchthilfe für Kommunisten aus dem Deutschen Reich ins Sudetenland leisteten und dafür nach Kriegsende von der tschechischen Regierung als Antifaschisten anerkannt und ausgewiesen wurden. Im Zuge der Vertreibung der Sudetendeutschen aus der Tschechoslowakei in den Jahren 1945 und 1946 siedelte die Familie nach Dömitz in Mecklenburg um, wo Heinz Schneider die Schule beendete.
Ab Sommer 1952 war er Angehöriger der Kasernierten Volkspolizei, in Ausbildung zum Feldscher. 1953 folgte die Sonderreifeprüfung an der Universität Leipzig, wo er auch sein Medizinstudium begann, das er von 1955 bis 1958 in Greifswald fortsetzte. Kurz vor seinem Staatsexamen wurde Schneider, der den Führungsanspruch der SED nicht anerkannte und sich weigerte, aus der katholischen Kirche aus- und in die SED einzutreten, zwangsexmatrikuliert und aus der NVA entlassen. Während seiner „Bewährung in der Produktion“ als Hilfsarbeiter in der Landwirtschaft im VEB Pharmazeutisches Werk in Blankenfelde lernte er seine Frau Thea Tarrach kennen. 1959 gelang ihm die Reimmatrikulation als Zivilstudent an der Universität Rostock und der Abschluss eines zivilen Staatsexamens an der Universität Greifswald, wo er 1962 bei Gerhard Mohnike mit einer Arbeit über die Dosis-Wirkungs-Beziehung des Insulins promoviert wurde.
Zuerst als Assistenzarzt in Ludwigsfelde und Hennigsdorf, war er von 1961 bis 1963 als Stationsarzt und wissenschaftlicher Assistent bei Gerhard Mohnike im Zentralinstitut für Diabetes in Karlsburg tätig. 1967 nahm er seine Arbeit in der von ihm mitgegründeten Bezirksdiabetesabteilung am Kreiskrankenhaus Prenzlau auf und wurde im Alter von 33 Jahren Chefarzt dieser Einrichtung und „Beratender Diabetologe des Bezirksarztes“ des Bezirkes Neubrandenburg bis 1990. Er unterstützte die Gesundheitspolitik der DDR hinsichtlich der Diabetikerbetreuung. Seine medizinische und wissenschaftliche Arbeit blieb aber umschattet und wurde erschwert von jahrzehntelanger Überwachung durch die Staatssicherheit, da Schneider sich bis 1985 weigerte, in den FDGB einzutreten, und über die gesamte Dauer der DDR die führende Rolle der SED nicht anerkannte. Ludwig Mecklinger, sein Vorgesetzter in der Militärmedizinischen Sektion MMS hatte ihn als „Kritikaster und Provokateur“ bezeichnet, der „Makel“ hing ihm trotz aller beruflicher Anerkennung an. In seiner Stasi-Akte wurde von einer „politisch indifferenten bis negativen Haltung“ gesprochen.
Bis zum Erreichen des Rentenalters Ende 1998 stand Schneider der Diabetes-Abteilung Prenzlau vor. Neben seiner klinischen Tätigkeit gelang es Schneider, umfangreiche Forschungen auf dem Gebiet der Früherkennung, Epidemiologie, Prognose und Geschichte des Diabetes mellitus umzusetzen, wobei er über 100 wissenschaftliche Publikationen, teilweise auch im Ausland, veröffentlichte.
Während der friedlichen Revolution in der DDR wurde er als Abgeordneter in den Prenzlauer Kreistag gewählt und leitete dort vier Jahre den Sozialausschuss.

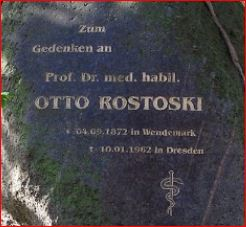
Gedenkstein für Otto Rostoski in Wendemark (Ausschnitt)

Mit seinem Eintritt in die Rente zog Schneider nach Mahlow bei Berlin, dem Heimatort seiner Frau Thea. Dort begründete er die Diabetes-Selbsthilfegruppe Blankenfelde-Mahlow mit und widmete sich seinem medizinhistorischen Engagement, die Geschichte der Diabetesforschung und Namen verdienter Mediziner anderer Fachbereiche in die Öffentlichkeit zu bringen. So beantragte er mit Erfolg die Benennung einer Straße in Prenzlau nach Lena Ohnesorge, beteiligte sich 2002 an einer Initiative der Einwohner Wendemarks, einen Gedenkstein für Otto Rostoski zu enthüllen, ließ 2006 unter der Schirmherrschaft von Ministerin Dagmar Ziegler im Stadtpark Fürstenberg einen Gedenkstein für Oskar Minkowski aufstellen, suchte das Grab von Otto Rostoski auf dem Waldfriedhof Weißer Hirsch in Dresden und ließ es der Öffentlichkeit bekanntmachen.

## Wissenschaftliche Arbeiten (Auswahl)
- H. Schneider, H.-J. Ziegelasch: Assoziierte kardiovaskuläre Risikofaktoren beim Borderline-Diabetes. Zeitschrift für Alternsforschung 35/2 (1980)177-184
- H. G. Schneider, H. Schneider und Th. Thormann: Generalisierte diabetische Dermangiopathie. Z. Hautkr. 55 (1980), 441 – 447
- G. Dörner, H. Thoelke, A. Mohnike und H. Schneider: High Food Supply in Perinatal Life Appears to Favour the Development of Insulin-Treated Diabetes Mellitus (ITDM) in Later Life. Experimental and Clinical Endocrinology 85 (1985) 1-6
- E. Zander, B. Schulz, E. Jutzi, R. Templin, K. Zenker und H. Schneider: Frequency and Therapy of End-stage Renal Disease due to Diabetic Nephropathy in the German Democratic Republic. The Journal of Diabetic Complications 3 (1989), 120 -123
- H. Schneider und E. Jutzi: Prognose von Diabetikern. Einflüsse von Manifestationsalter, antidiabetischer Therapie und Körpergewicht – eine Untersuchung aus dem Bezirk Neubrandenburg. Münchn. Med. Wochenschrift 132 (1990), 639 - 642
- H. Schneider, M. Lischinski und E. Jutzi: 29-year-Follow-up Mortality Study in a Diabetes Cohort from a rural District. Diabete & Metabolisme (Paris), 19 (1993), 152 - 158
- K. P. Ratzmann, K. Gorr und H. Schneider: Prävalenz diabetesbedingter Erblindungen. Eine Populationsstudie an 70.203 Diabetikern. Diabetes und Stoffwechsel 2 (1993), 261 - 264
- H. Schneider, W. Ehrlich, M. Lischinski und F. Schneider: Bewirkte das flächendeckende Glukosurie-Screening der 60-er und 70-er Jahre im Osten Deutschlands tatsächlich den erhofften Prognosevorteil für die frühzeitig entdeckten Diabetiker? Diabetes und Stoffwechsel 5 (1996), 33 - 38

## Schriftstellerische Arbeiten/Werke (Auswahl)
Auf Drängen einiger Kollegen und Freunde verfasste Heinz Schneider seine Autobiografie Die Normalität des Absurden, die 1958 in zwei Gedächtnisprotokollen begonnene Niederschrift seiner Lebensgeschichte, welche 2011 im Spiegelberg Verlag erschien.
2019 veröffentlichte Bernd Wegner mit ihm den Ärzte-Biographieband Wegbereiter der Diabetologie.
2021 veröffentlichte Heinz Schneider das Buch D.N.A. 2.0 – Nachträge zu „Die Normalität des Absurden“ in der Edition Winterwort Borsdorf, ISBN 978-3-96014-849-4.
Des Weiteren erschienen Buchrezensionen und Artikel in Fachzeitschriften.

## Auszeichnungen und Würdigungen
1987 erhielt er die „Gerhardt-Katsch-Medaille“ vom Koordinierungsrat der Medizinisch-Wissenschaftlichen Gesellschaften der DDR für sein Lebenswerk sowie 1999 dieselbe Auszeichnung zum 2. Mal, diesmal in der gesamtdeutschen Version von der Deutschen Diabetes-Gesellschaft „in Würdigung seiner besonderen Verdienste um die Weiterbildung in der Diabetologie und die Schulung von Patienten“. Damit ist Heinz Schneider einer von 3 Medizinern, die diese Würdigung sowohl in der DDR als auch der Bundesrepublik erhielten. Der Deutsche Diabetikerbund würdigte ihn mit der Silbernen Ehrennadel. 2001 wurde er für seine politische Tätigkeit als Abgeordneter mit dem „Preis der Stadt Prenzlau für Verdienste um die Stadt“ geehrt. Für den Zeitraum vom 7. März 1958 bis 29. Januar 1959 erfolgte 2007 die Anerkennung als politisch Verfolgter im Sinne des beruflichen Rehabilitierungsgesetzes.
Schneider war Ehrenmitglied des Deutschen Diabetikerbundes, LV Brandenburg, des Deutschen Diabetesmuseums Grasleben und der Diabetiker-Selbsthilfegruppe Neubrandenburg sowie „Verdienter“ des Polnischen Diabetikerverbandes.

## Privatleben
Seit 1960 war Heinz Schneider mit Thea Schneider verheiratet, sie hatten drei Töchter, von denen Sabine 2006 und Heidrun 2009 verstarben, während Elke sich um die hochbetagten Eltern kümmerte. Seit April 2020 lebte das Paar wieder in Prenzlau, in der Nähe seiner ehemaligen Wirkungsstätte. Heinz Schneider verstarb in der Nacht zum 13. August 2022 zu Hause im Alter von 88 Jahren. Er wurde am 26. August 2022 auf dem Prenzlauer Friedhof begraben.